# Josep Llimona i Bruguera
Josep Llimona i Bruguera (Barcelona 8 d'abril de 1863 - 27 de febrer de 1934), fou un escultor, considerat un dels millors representants de l'escultura modernista catalana. Era fill del fabricant Josep Llimona i Bonafont, germà del pintor Joan Llimona, pare del pintor Rafael Llimona i Benet i l'escultora Maria Llimona i Benet i oncle de la il·lustradora Mercè Llimona i la pintora Núria Llimona.

## Biografia

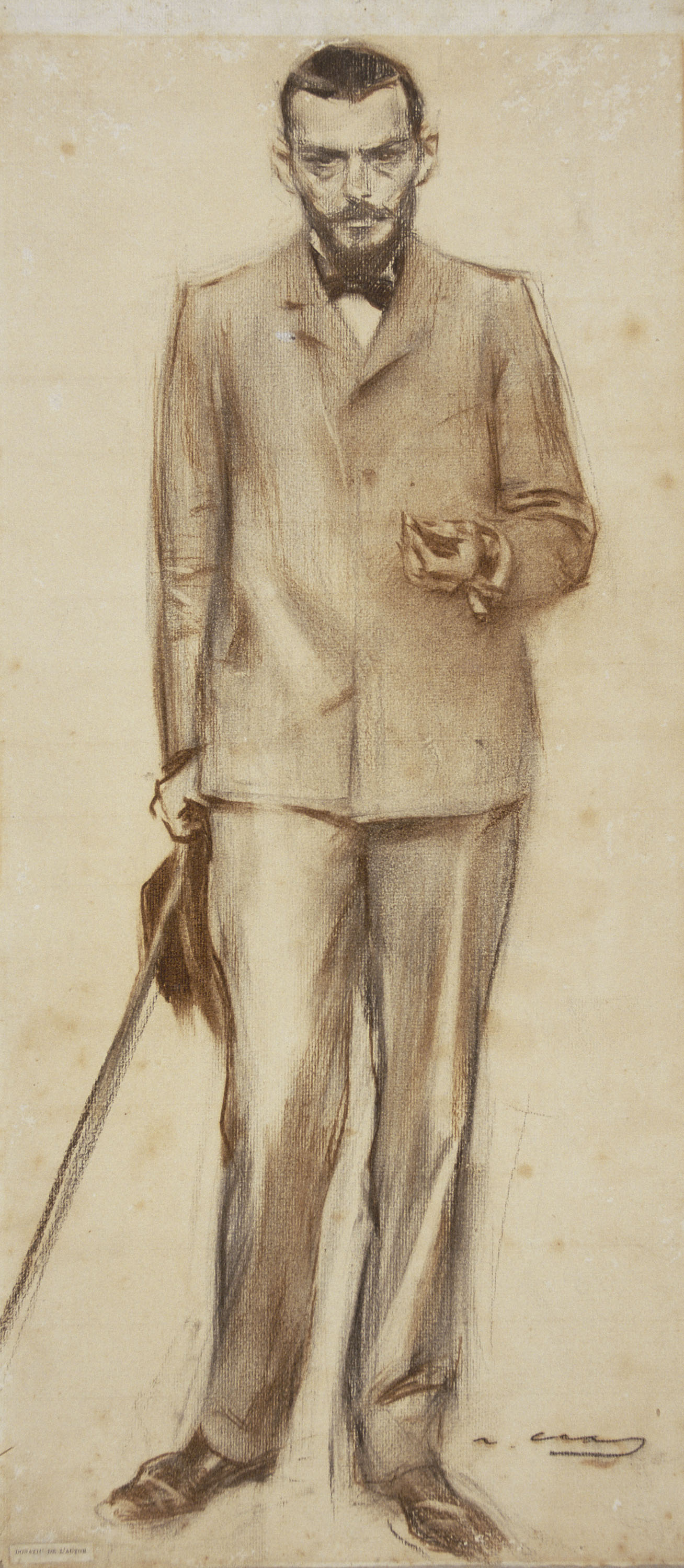
Llimona vist per Ramon Casas (MNAC)

Josep Llorenç Ignasi Llimona i Bruguera fou fill de Josep Llimona i Bonafont i de Josepa Bruguera i Casamitjana, de Barcelona. Va néixer al número 5 del carrer Correu Vell de Barcelona. Va estudiar a l'escola de la Llotja i al taller dels germans Agapit i Venaci Vallmitjana. També fou deixeble de Rossend Nobas, amb qui treballà dos anys, i del pintor Martí i Alsina, a l'Escola de Belles Arts de Barcelona.

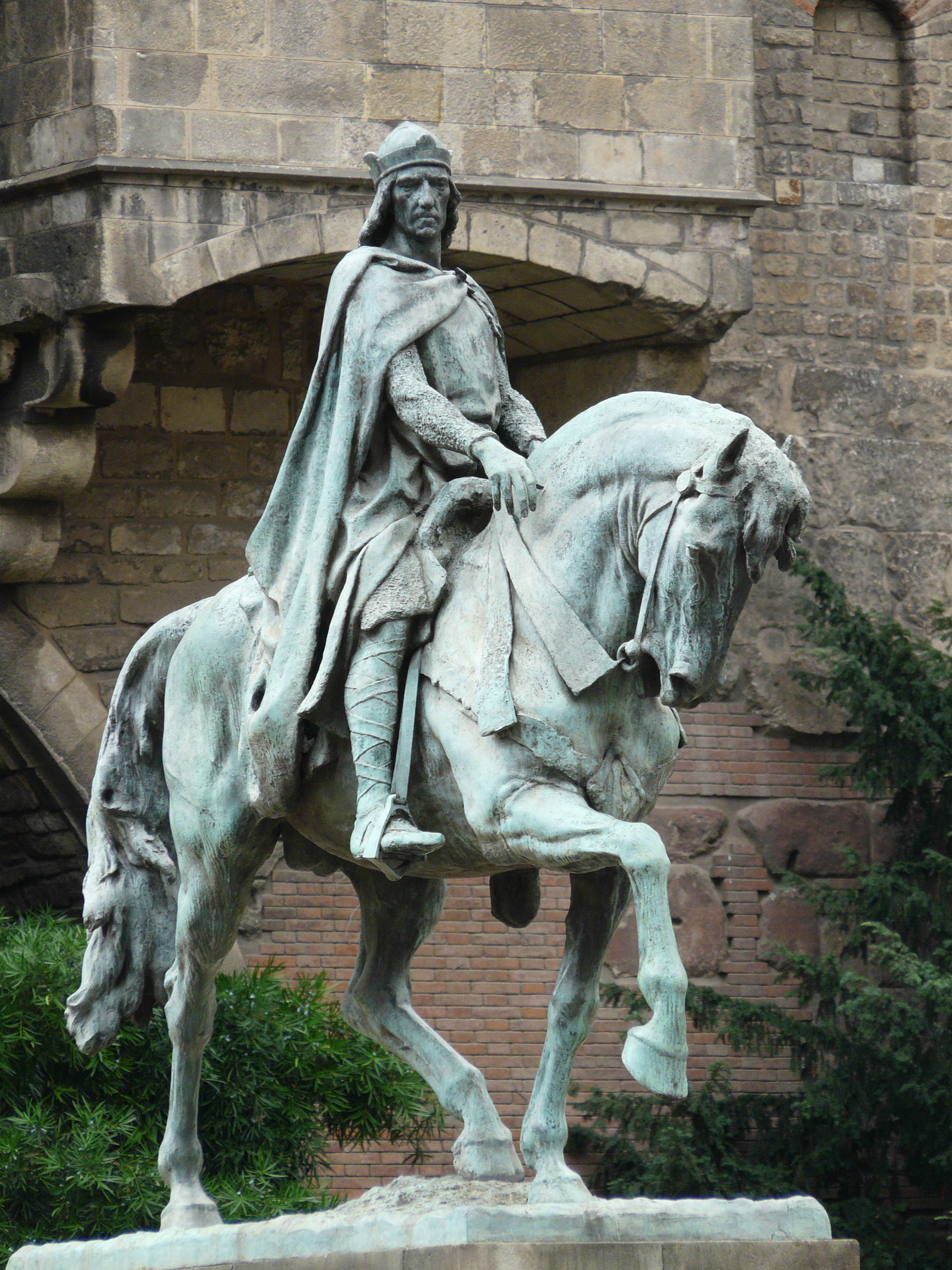
Ramon Berenguer III el Gran a Barcelona

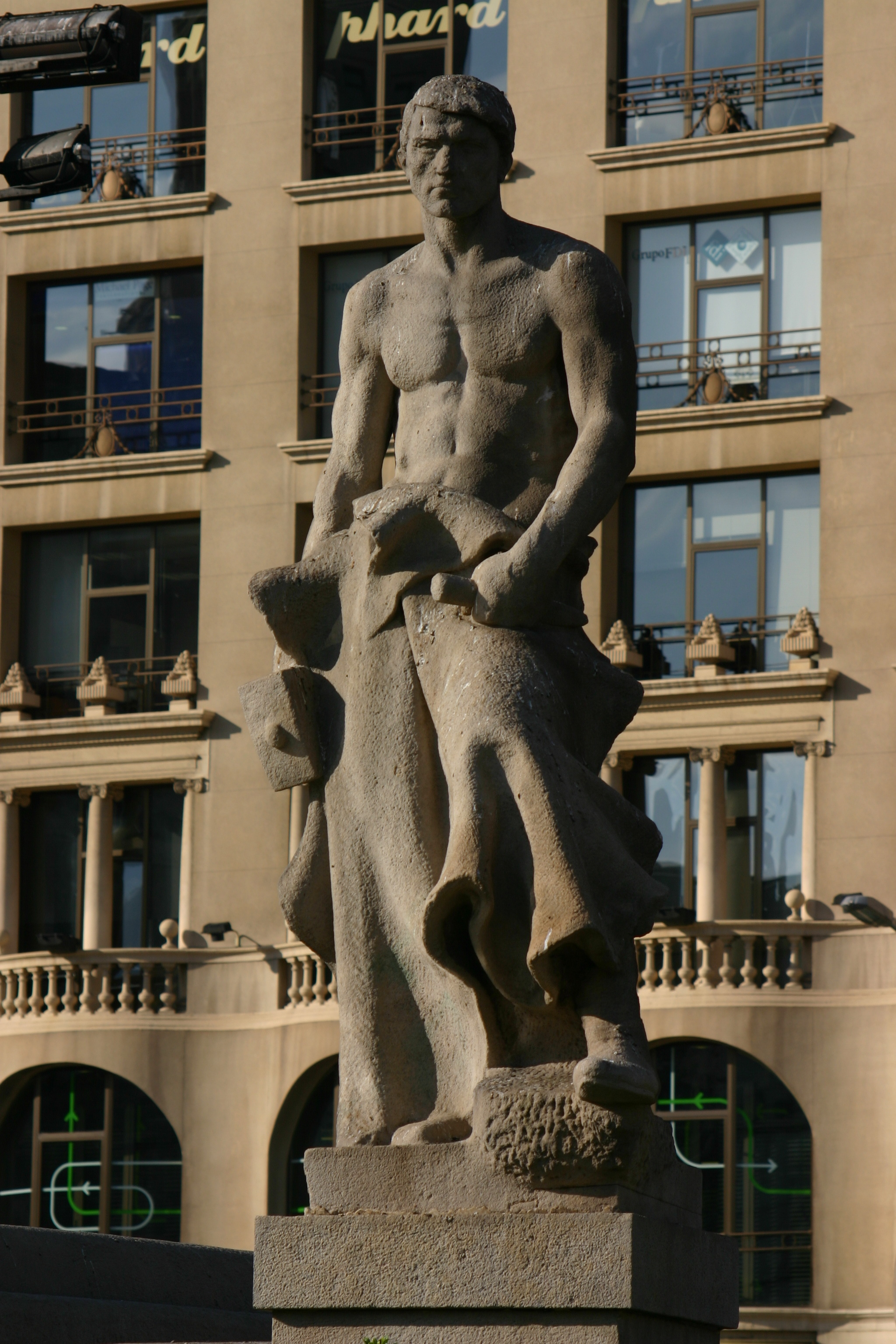
El forjador, a la plaça de Catalunya de Barcelona

Amb 16 anys (1880) va assolir amb El fill pròdig la pensió Fortuny, atorgada per l'Ajuntament de Barcelona, traslladant-se a Roma durant 4 anys amb el seu germà Joan. Allà va treballar al taller d'Enric Serra i va estudiar a l'Acadèmia Giggi. Durant el primer any va realitzar les dues obres que per contracte la pensió l'obligava a executar, Patrici romà i l'esborrany d'estàtua eqüestre del comte sobirà Ramon Berenguer el Gran, obra que valgué a Llimona la renovació de la pensió per un any més i així va poder, durant el nou període, modelar el monument en la mida definitiva.
Presentada l'obra en l'Exposició de Barcelona del 1888, assolí la medalla d'Or, que fou la més alta recompensa concedida pel jurat internacional d'escultura. L'obra original se la quedà l'ajuntament, a canvi de la pensió (3.600 ptes) i avui dia resta exposada a la plaça de Ramon Berenguer el Gran. Per aquesta exposició també va presentar una estàtua de Ramon Berenguer el Vell, què, fossa en bronze, figura entre els monuments aixecats al Saló de Sant Joan, i el fris de l'Arc del Triomf de Barcelona.
El 1890, es casà amb la terrassenca Mercè Benet i Salas (Terrassa, 1868 - Barcelona, 5 de març de 1901), amb qui tindria vuit fills, quatre dels quals moriren joves (Francisca, Joan i dos bessons), i quatre que sobrevisqueren els pares (Josep, Maria, Rafael i Lluís).
El seu germà va començar una vida religiosa molt activa que va influir fortament Josep Llimona, i els va dur a fundar junt amb altres artistes, el Cercle Artístic de Sant Lluc l'any 1893, per preservar l'art dels excessos dels artistes de l'època. També va començar a realitzar obres de temàtica religiosa, com Mare de Déu del Roser, Consumatum estò Primera Comunió.
L'any 1900 va presentar a Olot una exposició de nus femenins. Poc després, el 1901, moriria la seva dona (emportada per una bronconeumònia a l'edat de 33 anys), cosa que marcaria el seu caràcter introvertit.
Els anys següents va complir diversos encàrrecs, tant de temàtica funerària (L'Àngel exterminador al cementiri de Comillas) com monuments civils, com el Monument al Dr. Robert. El 1907 va presentar Desconsol l'Exposició Internacional de Belles Arts de Barcelona, cosa que li va valer el Premi d'Honor. L'obra fou adquirida pel Museu municipal de la ciutat pel senyor Sanllehí. El 1909 el van nomenar regidor de l'ajuntament i vocal de la Junta de Museus. Posteriorment arribaria a president de la junta entre 1918 i 1924.
El 1920 van realitzar una Exposició de Belles Arts a Barcelona on li van retre una sala sencera en homenatge. Quatre anys més tard realitzaria una estàtua de Sant Jordi que és considerada com una de les seves millors obres.
Va ser triat de nou president de la Junta de Museus el 1931, càrrec que ja mantindria fins a la seva mort. Fou un període molt productiu, ja que el 1934 es va inaugurar el Museu d'Art de Catalunya, actual MNAC.
Va ser mestre de l'escultora Margarida Sans i Jordi, que fou la seva alumna preferida i la seva successora, segons el mateix artista. Va tenir Enric Monjo al seu taller, i l'introduí al noucentisme.

## Obra i estil

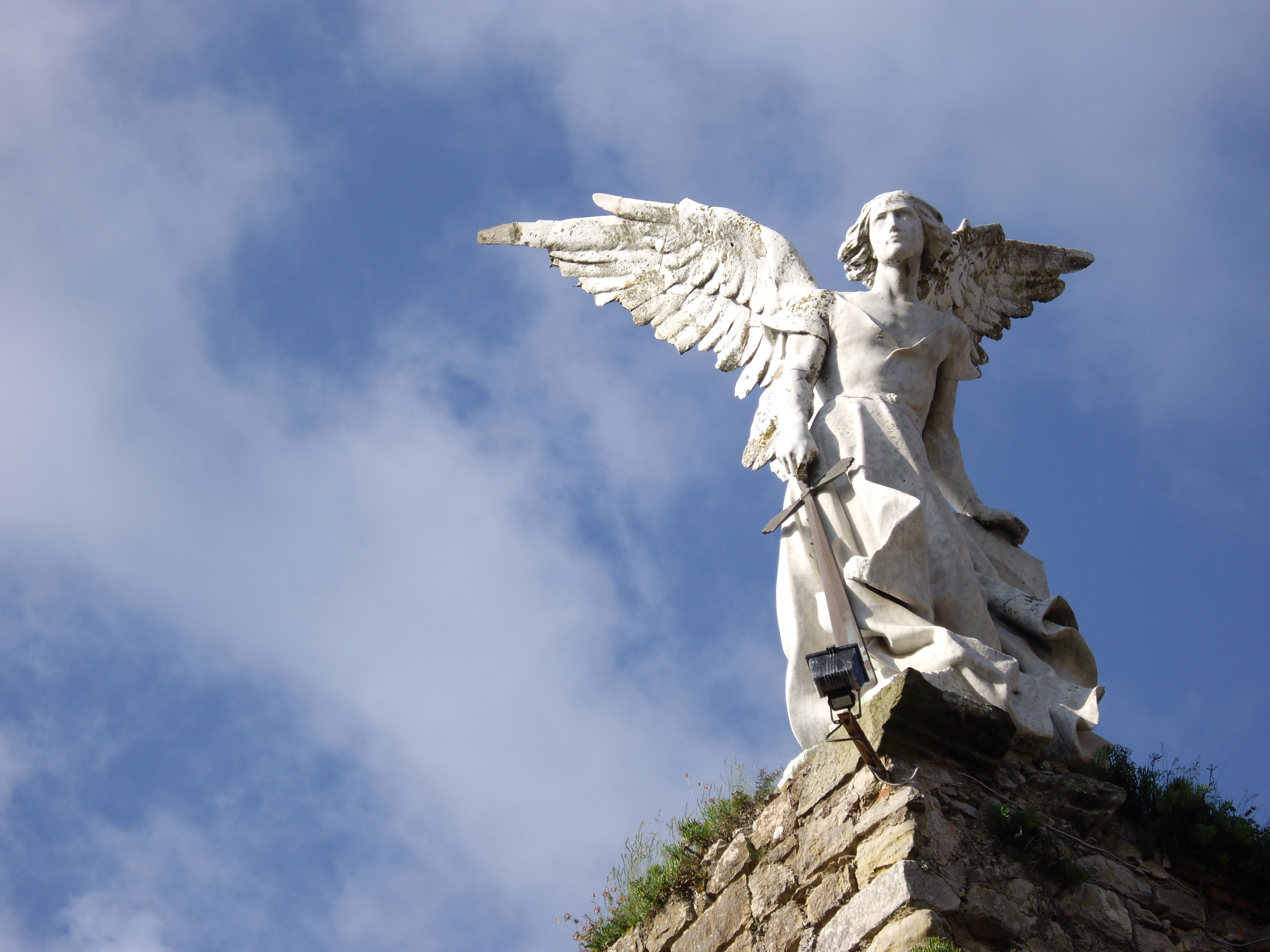
Josep Llimona, L'Àngel exterminador al cementiri de Comillas, Cantàbria)

Les seves primeres obres van ser acadèmiques, però a partir d'una estada a París, influenciat per Auguste Rodin, el seu estil va derivar cap al modernisme, i a principis del segle xx es va incorporar al simbolisme. Va fer un treball extensíssim, realitzant exposicions a Catalunya, Madrid, París, Brussel·les i Buenos Aires.
Una altra obra representativa és Idil·li obra que posseeix una col·lecció particular argentina; el monument fúnebre de la senyora de Chopitea (Buenos Aires); el grup Amor a la infància, situat en les Escoles del Bosc de Montjuïc, i el gran monument erigit en la plaça de la Universitat de Barcelona al doctor Robert, obra complexa, en la qual sobresurten el grup de bronze del poble i que esculpí en pedra blanca representant les ensenyances de l'excel·lent metge.
Mereixen especial menció les obres d'art aplicat executades per Llimona, sent les de major importància un bàcul pastoral ofert al bisbe de Vic, un artístic joc de cafè que devia oferir-se com regal de noces a un sobirà, i diverses joies, en les quals la vàlua artística supera l'intrínsec, malgrat ser aquest molt important.
Com a dibuixant produí un crescut nombre d'excel·lents estudis del natural.

## Premis i Reconeixements
- 1888- Medalla d'Or a l'Exposició Universal de Barcelona amb l'escultura Ramon Berenguer el Gran.
- 1907- Premi d'Honor de l'Exposició Internacional de Belles Arts de Barcelona per Desconsol, una de les seves obres més famoses, actualment al Museu Nacional d'Art de Catalunya, amb una còpia emplaçada al Parc de la Ciutadella de Barcelona i un marbre al Museu del Prado de Madrid.
- 1912- Condecoració Oficial de l'ordre de Sa Majestat el rei d'Itàlia
- 1932- Medalla d'Or de la ciutat de Barcelona
- 1918-1924- President de la Junta de Museus de Barcelona i de 1931 fins a la seva mort el 1934.

## Obres destacades
Categoria principal: Escultures de Josep Llimona

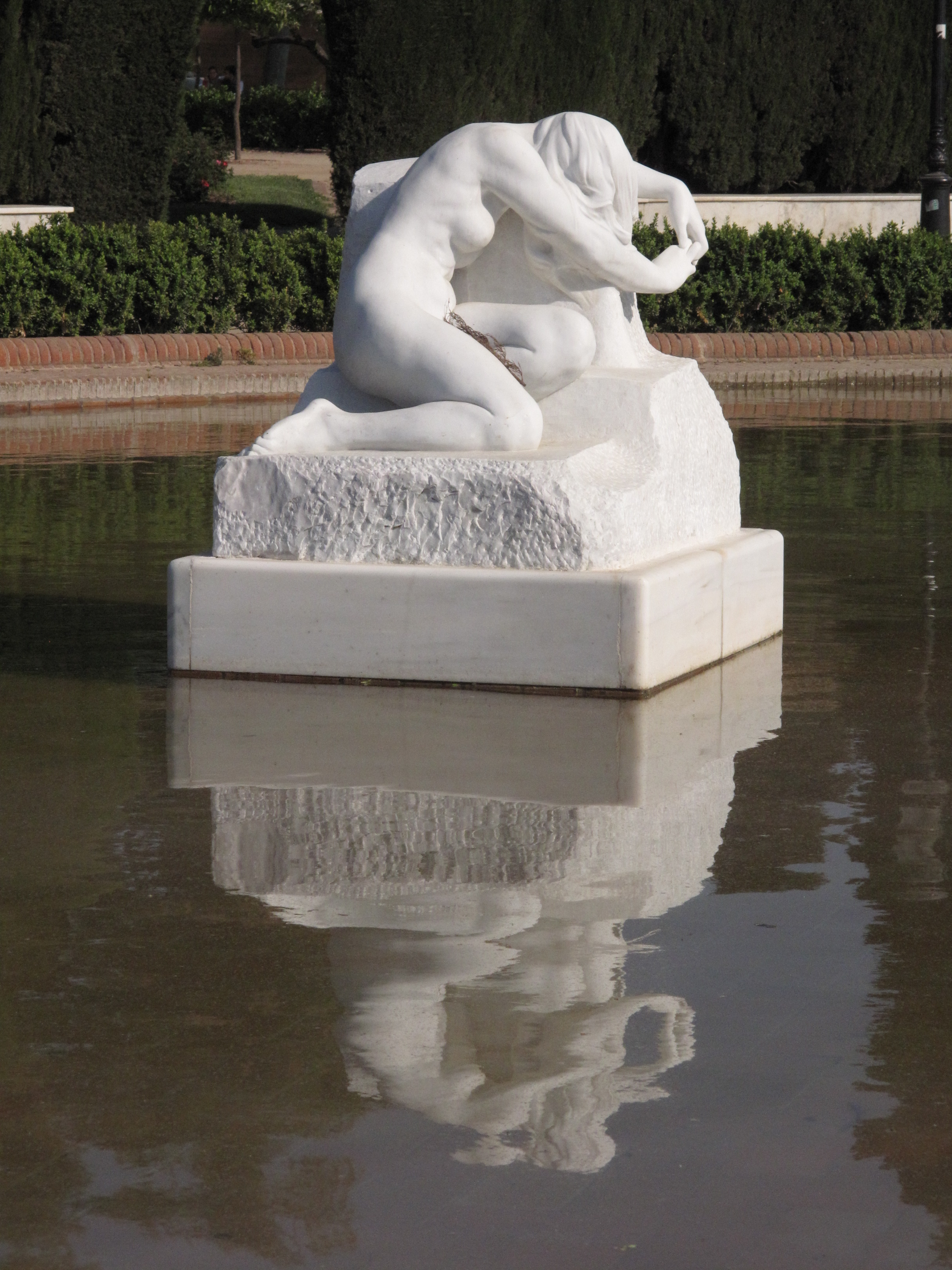
Desconsol, a l'estany davant el Palau del Parlament de Catalunya, al parc de la Ciutadella

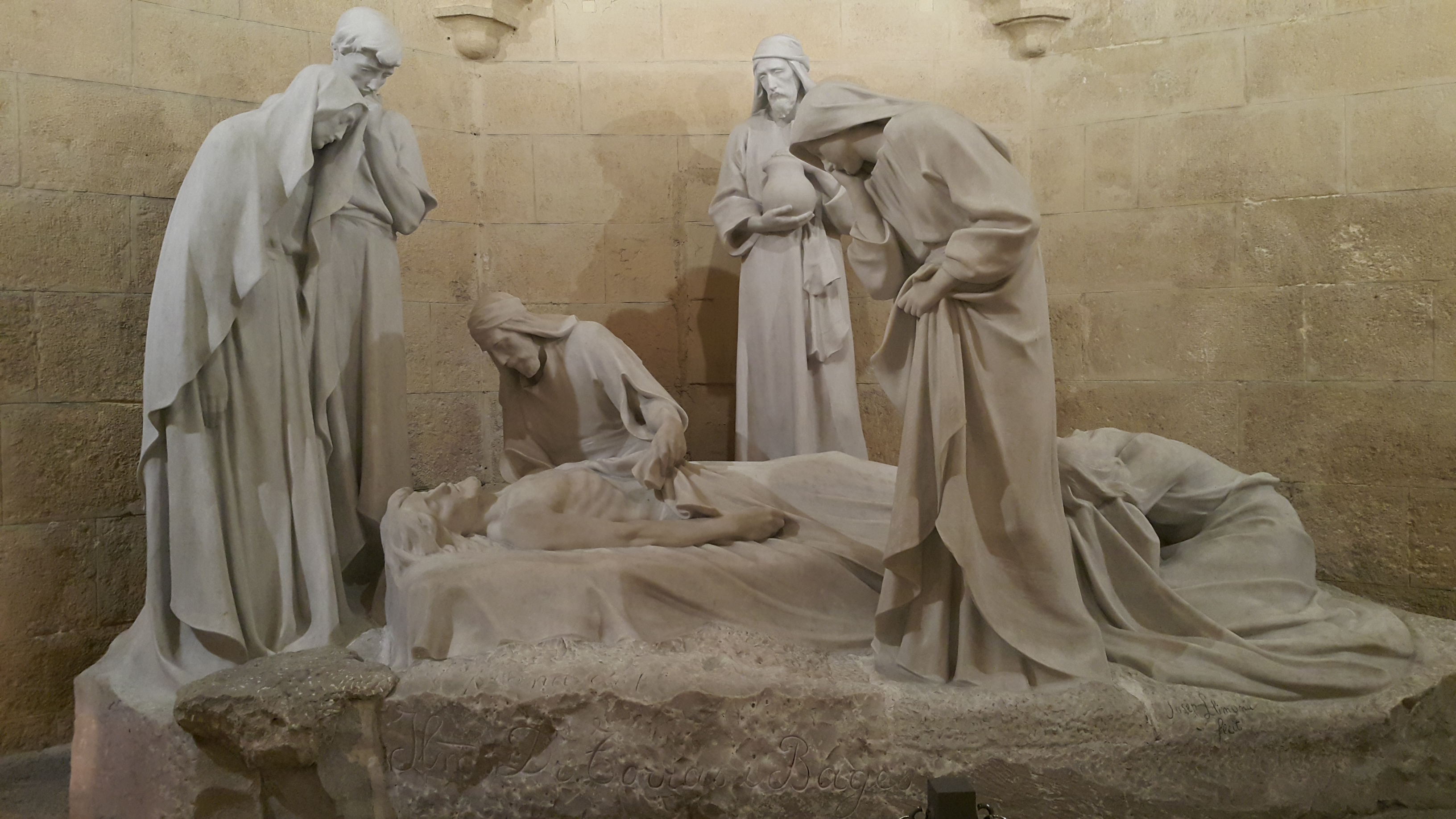
Grup escultòric de l'enterrament de crist, cripta de la Basílica de Santa Maria de Vilafranca, Josep Llimona. 1916

- 1888 Fris per al monument de l'Arc de Triomf de Barcelona.
- 1888 Vuit relleus per al monument a Cristòfor Colom. Barcelona.
- 1890 Sagrat cor. Església parroquial de Terrassa.
- 1891 Modèstia. Museu Nacional d'Art de Catalunya.
- 1892 Verge del Rosari. Museu del monestir de Montserrat.
- 1895 L'Àngel exterminador. Cementiri de Comillas a Cantàbria.
- 1897 Sant Nicolau i els pescadors. Església de Sant Nicolás a Bilbao.
- 1901-1902 La Fe consolant el Dolor. Cementiri del Masnou.
- 1903-1910 Monument al Dr. Robert a Barcelona.
- 1907 Desconsol. Museu Nacional d'Art de Catalunya, Barcelona.
- 1910 Virtut Museu d'Art de Cerdanyola.
- 1914 Crist Ressuscitat. En col·laboració amb Antoni Gaudí per al Rosari Monumental del Monestir de Montserrat.
- 1915 Placa commemorativa del premi atorgat per la Societat Econòmica Barcelonesa d'Amics del País a les filatures Fabra i Coats (Cessió dels amics de la Fabra i Coats al Museu d'Història de Barcelona)
- 1916 Sant Jordi. Escala d'Honor de la Casa de la Ciutat (Barcelona).
- 1916 Monument a José María Usandizaga. Sant Sebastià.
- 1916 Altar de Sant Fèlix. Cripta de l'església basílica de Santa Maria, Vilafranca del Penedès.
- 1922 Panteó Massaguer. Cementiri d'Arenys de Mar
- 1924 Sant Jordi a cavall. Parc de Montjuïc. Barcelona.
- 1925 Nu femení. Museu Nacional d'Art de Catalunya.
- 1925 Font de la Bellesa, Barcelona.
- 1929 Conjunt escultòric del Monument als Herois del 1808.
- 1929 El petó de Judes. Catedral de Tarragona.
- 1929 La Font. Jardí públic a Buenos Aires.
- 1930 El bany. Museu Nacional d'Art de Catalunya.

## Bibliografia

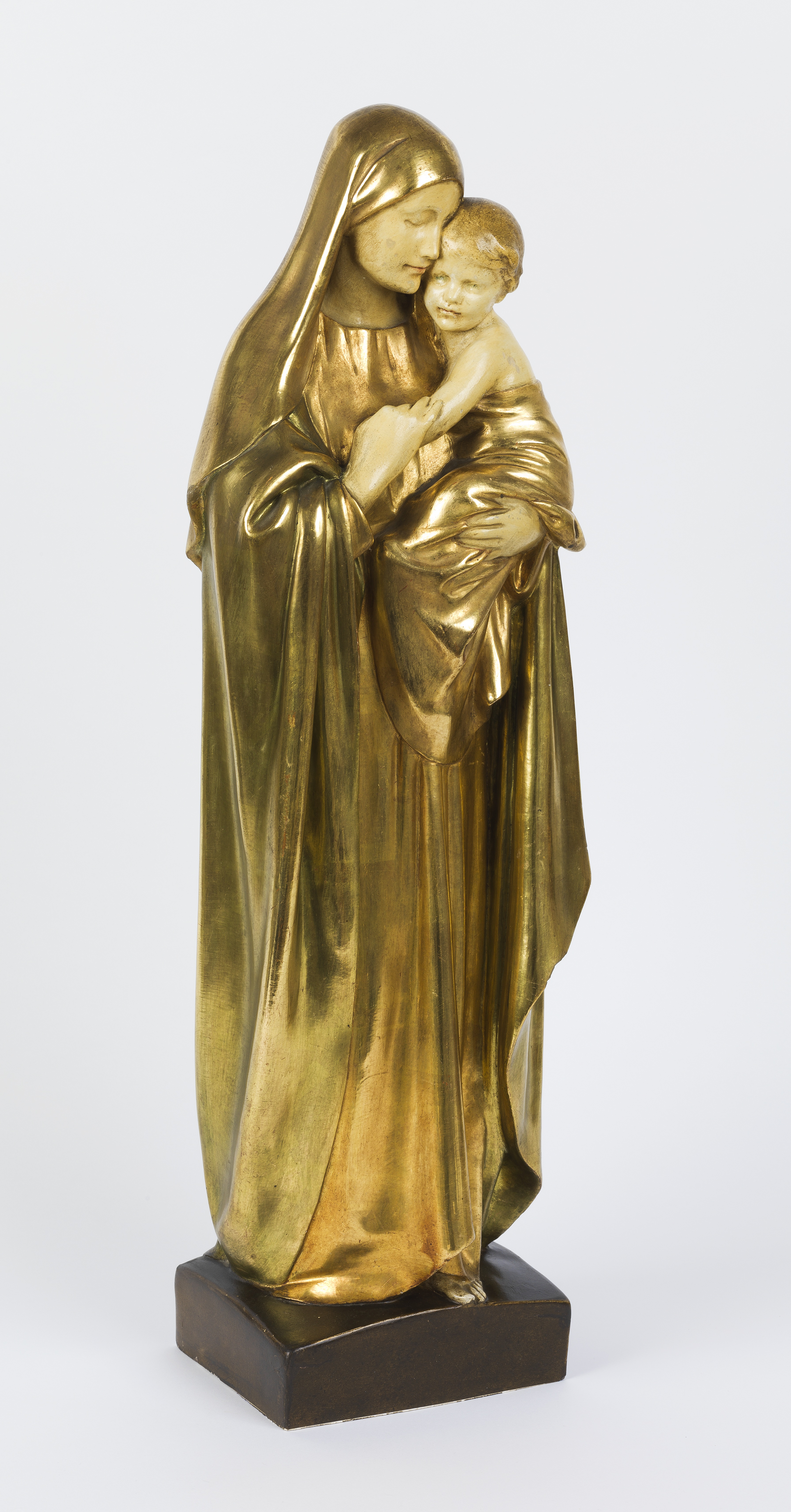
Verge amb nen, Josep Llimona.(1910) Fundació Rafael Masó